# ستيف إيلدر
ستيف إيلدر (بالإنجليزية: Steve Elder)‏ هو سياسي أسترالي، ولد في 29 سبتمبر 1956. انتخب عضو الجمعية التشريعية فيكتوريا.